# Donje Krnjino
Donje Krnjino (en serbe cyrillique : Доње Крњино) est un village de Serbie situé dans la municipalité de Babušnica, district de Pirot. Au recensement de 2011, il comptait 214 habitants.
Donje Krnjino est situé sur les bords de la Lužnica, un affluent de la Vlasina.

## Démographie
| 1948 | 1953 | 1961 | 1971 | 1981 | 1991 | 2002 | 2011 |
| ---- | ---- | ---- | ---- | ---- | ---- | ---- | ---- |
| 619  | 636  | 522  | 474  | 377  | 338  | 271  | 214  |

|  |